# Phytoecia guilleti
Phytoecia guilleti är en skalbaggsart. Phytoecia guilleti ingår i släktet Phytoecia och familjen långhorningar.

## Underarter
Arten delas in i följande underarter:
- P. g. guilleti
- P. g. callosicollis